# Zespół Szkół Centrum Edukacji im. Ignacego Łukasiewicza w Płocku
Zespół Szkół Centrum Edukacji im. Ignacego Łukasiewicza w Płocku – publiczna szkoła średnia, V Liceum Ogólnokształcące oraz Technikum w zawodzie technik technologii chemicznej. Mieści się przy Alei Floriana Kobylińskiego 25 w Płocku.

## Historia
- 1962 – powołanie przez Ministra Przemysłu Chemicznego 3-letniej Zasadniczej Szkoły Zawodowej i Państwowej Szkoły Technicznej[1];
- 1964 – przeniesienie placówki do budynku przy ul. Kobylińskiego 25;
- 1972 – powstaje 4-letnie liceum zawodowe o specjalności: operator procesów chemicznych;
- 1993 – zmiana nazwy szkoły na Zespół Szkół Zawodowych im. Ignacego Łukasiewicza;
- 1997 – przestaje funkcjonować zasadnicza szkoła zawodowa;
- 1997 – uczniowie rozpoczynają naukę w V Liceum Ogólnokształcącym;
- 1999 – Spółka Centrum Edukacji Sp. z o.o. zostaje organem prowadzącym dla Szkoły;
- 2012 – jubileusz 50-lecia
- 2022 – jubileusz 60-lecia

## Dyrektorzy szkoły
- Bolesław Kawalec (1962–1963)
- Janusz Majewski (1963–1972)
- Tadeusz Żuk (1972–1974)
- Jan Danielewski (1974–1975)
- Henryk Nowak (1975–1982)
- Teresa Kordiasz (1982–1989)
- Jadwiga Złotowska (1989–2004)
- Anna Skorus (2004–2010)
- Tomasz Wiśniewski (2010–2022)
- Bartłomiej Biernacki (od 2022)

## Znani absolwenci
- Piotr Zgorzelski[2]
- Marek Sęp[potrzebny przypis]
- Czesław Bugaj[potrzebny przypis]
- ks. Andrzej Leleń[potrzebny przypis]
- Marcin Różalski[potrzebny przypis]
- Krzysztof Misiak[potrzebny przypis]